# 1972 Голяма награда на Испания
1972 Голяма награда на Испания е 7-о за Голямата награда на Испания и втори кръг от сезон 1972 във Формула 1, провежда се на 1 май 1972 година на пистата Харама в Мадрид, Испания.

## История на кръга
Въпреки слуховете че трасето Харама може да бъде премахната, заради ГП-to провело се там през 1970, Голямата награда на Испания отново домакинства на пистата в Мадрид, поради споразумението заедно с трасето Монжуик, да си редуват домакинството си през година.
С началото на европейския сезон настъпиха и няколко промени в колоната. Марч пуснаха в употреба новите болиди 721X за Рони Петерсон и Ники Лауда, докато през същото време разработиха 721G за Майк Бютлър. Това е всъщност болид от Формула 2, но с по-големи резервоари и с двигател Косуърт, а болидът е разработен само за девет дни. Уилсън Фитипалди, по-големия брат на Емерсон е нает да замести Карлос Ройтеман, който е със счупен глезен по време на състезание за Ф2 на пистата Тръкстън. Хелмут Марко има ангажименти с тестването на новия КанАм болид, което даде шанс на Райн Визел отново да се състезава за БРМ, заедно с редовните пилоти Жан-Пиер Белтоаз, Питър Гетин, Хоудън Гънли и Алекс Соле-Руа.

### Квалификация
Джаки Икс с Ферари, поднесе изненада в квалификацията като взе пол-позицията с половин секунда от втория Дени Хълм с Макларън. След тях са Емерсон Фитипалди с Лотус, Джеки Стюарт с Тирел, Марио Андрети (въпреки гръмналия двигател в събота), Крис Еймън с Матра, Белтоаз, Клей Регацони, Петерсон и Визел. Бютлър е едниствения, който не взе място за състезанието, след като се оказа най-бавния в квалификацията.

### Състезание
Въпреки бавната стартова процедура, Хълм поведе пред Икс и Фитипалди, докато Петерсон се завъртя след удар с Белтоаз, и се присъедини на предпоследна позиция пред Брабам-а на Греъм Хил. Преднината на Хълм, скоро е стопена от Стюарт и в края на 5-а обиколка, изпревари Макларън-а, а скоро след това Фитипалди и Икс също минават пред новозеландеца. Местния пилот, Соле-Руа се движи 20-и, преди да забие предната част на болида към мрежовите огради, докато Лауда се прибра в бокса с проблем в диференциала, както и скоростната кутия на Белтоаз две обиколки по-късно. След само четири обиколки настъпи нова промяна във водачеството. Фитипалди с късно спиране изпревари Тирел-а на Стюарт, и започна да се откъсва от шотландеца, който скоро загуби и втората позиция от Икс. Хълм води борба за четвърта пред Андрети, Регацони, Еймън, Андреа де Адамич, Уилсън Фитипалди и Майк Хейлууд. Петерсон се добра до 15-а позиция, след проблемите на старта, преди двигателя му да го предаде в 17-а обиколка.
В 18-а обиколка, Андрети изпревари Хълм за четвърто място, но четири обиколки по-късно се прибра в бокса с повреда в V12 двигателя на Ферари, а Визел, Хейлууд, Ролф Щомелен и Гънли се включиха в списъка с отпадналите. В 25-а обиколка преднината на Фитипалди пред втория Икс е пет секунди, преди дъжда да нахлуе трасето, което обаче се оказа лек ръмеж. Това помогна на Икс, който има умения при мокри условия и само за пет обиколки белгиеца се намира точно до Лотус-а на Фитипалди, преди да затворят с обиколка втория Лотус на Дейв Уокър. Скоро Фитипалди отново увеличи преднината си пред Икс, който има проблем със задминаването на Уокър като също така трасето започнало да изсъхва. Проблеми със скоростната кутия принуди и Хълм да напусне състезанието, пращайки Регацони на четвърто място в 48-ата обиколка. Същият проблем сполетя и Матра-та на Еймън в 66-а обиколка, което изкачи де Адамич на пета позиция, преди втория Тирел на Франсоа Север да го задмине. Скоро след това французина влезе в бокса да смени гумите си, след като една от предните гуми се спука.
Гумите на Икс също започват да се предават, след като разликата между него и Фитипалди се увеличи на девет. Бразилецът от своя страна има проблем по своя Лотус с теч в горивото, което за негов късмет е в допълнителния резервоар, но принуждавайки Емерсон да не увеличи преднината си пред Ферари-то на белгиеца. Състезанието за Тирел се оказа пълен кошмар, след като Стюарт повреди радиатора намиращ се в предното крило след завъртане, а съотборника му има повреда по запалителната система. Питър Ревсън и Карлос Паче, са печеливши от това като двамата се намират на пета и шеста позиция респективно, а последния БРМ, управляван от Гетин също напусна състезанието в заключителната фаза.
След едно отпадане и второ място, Фитипалди постига първата си победа за сезона и втора в неговата кариера, след победата му в ГП на САЩ отпреди две години. Икс завърши на 19 секунди от Лотус-а, а с отпадането на Стюарт, Регацони се изкачи до третата позиция. Андреа де Адамич постигна първите си точки за сезона с четвърто място, пред Ревсън и Паче, а останалите финиширали са Уилсън Фитипалди, Тим Шенкен, Уокър (който остана без гориво), Хил и Анри Пескароло. С победата си Фитипалди се изравни по точки с Хълм в класирането при пилотите, Икс на трета позиция на пет точки изоставане.

## Състезание
| Поз | No | Пилот             | Конструктор   | Обиколки | Време/Отпадане | Място | Точки |
| --- | -- | ----------------- | ------------- | -------- | -------------- | ----- | ----- |
| 1   | 5  | Емерсон Фитипалди | Лотус-Форд    | 90       | 2:03:41.2      | 3     | 9     |
| 2   | 4  | Джеки Икс         | Ферари        | 90       | + 18.92        | 1     | 6     |
| 3   | 6  | Клей Регацони     | Ферари        | 89       | + 1 Об.        | 8     | 4     |
| 4   | 26 | Андреа де Адамич  | Съртис-Форд   | 89       | + 1 Об.        | 13    | 3     |
| 5   | 20 | Питър Ревсън      | Макларън-Форд | 89       | + 1 Об.        | 11    | 2     |
| 6   | 29 | Карлос Паче       | Марч-Форд     | 89       | + 1 Об.        | 16    | 1     |
| 7   | 22 | Уилсън Фитипалди  | Брабам-Форд   | 88       | + 2 Об.        | 14    |       |
| 8   | 12 | Тим Шенкен        | Съртис-Форд   | 88       | + 2 Об.        | 18    |       |
| 9   | 21 | Дейв Уокър        | Лотус-Форд    | 87       | + 3 Об.        | 24    |       |
| 10  | 18 | Греъм Хил         | Брабам-Форд   | 86       | + 4 Об.        | 23    |       |
| 11  | 14 | Анри Пескароло    | Марч-Форд     | 86       | + 4 Об.        | 19    |       |
| Отп | 1  | Джеки Стюърт      | Тирел-Форд    | 69       | Инцидент       | 4     |       |
| Отп | 9  | Крис Еймън        | Матра         | 66       | Ск.кутия       | 6     |       |
| Отп | 3  | Франсоа Север     | Тирел-Форд    | 65       | Запалване      | 12    |       |
| Отп | 8  | Питър Гетин       | БРМ           | 65       | Двигател       | 21    |       |
| Отп | 11 | Дени Хълм         | Макларън-Форд | 48       | Ск.кутия       | 2     |       |
| Отп | 25 | Хоудън Гънли      | БРМ           | 38       | Двигател       | 20    |       |
| Отп | 10 | Райн Визел        | БРМ           | 24       | Инцидент       | 10    |       |
| Отп | 7  | Марио Андрети     | Ферари        | 23       | Налягане-масло | 5     |       |
| Отп | 15 | Майк Хейлууд      | Съртис-Форд   | 20       | Електро        | 15    |       |
| Отп | 2  | Рони Петерсон     | Марч-Форд     | 16       | Теч-гориво     | 9     |       |
| Отп | 16 | Ролф Щомелен      | Марч-Форд     | 15       | Инцидент       | 17    |       |
| Отп | 19 | Жан-Пиер Белтоаз  | БРМ           | 9        | Ск.кутия       | 7     |       |
| Отп | 24 | Ники Лауда        | Марч-Форд     | 7        | Диференциал    | 25    |       |
| Отп | 28 | Алекс Соле-Руа    | БРМ           | 6        | Инцидент       | 22    |       |
| НКв | 23 | Майк Бютлър       | Марч-Форд     |          |                |       |       |

## Класиране след състезанието
| Поз | Пилот             | Точки |
| --- | ----------------- | ----- |
| 1   | Дени Хълм         | 15    |
| 2   | Емерсон Фитипалди | 15    |
| 3   | Джеки Икс         | 10    |
| 4   | Джеки Стюърт      | 9     |
| 5   | Клей Регацони     | 7     |

| Поз | Конструктор   | Точки |
| --- | ------------- | ----- |
| 1   | Макларън-Форд | 17    |
| 2   | Лотус-Форд    | 15    |
| 3   | Ферари        | 13    |
| 4   | Тирел-Форд    | 9     |
| 5   | Съртис-Форд   | 5     |